# Entrai, pastores, entrai (Peroguarda)
"Entrai, pastores, entrai" é um cante de Natal tradicional português, originária da antiga freguesia de Peroguarda (desde 2013 incluída na União das Freguesias de Alfundão e Peroguarda), no concelho de Ferreira do Alentejo.

## História

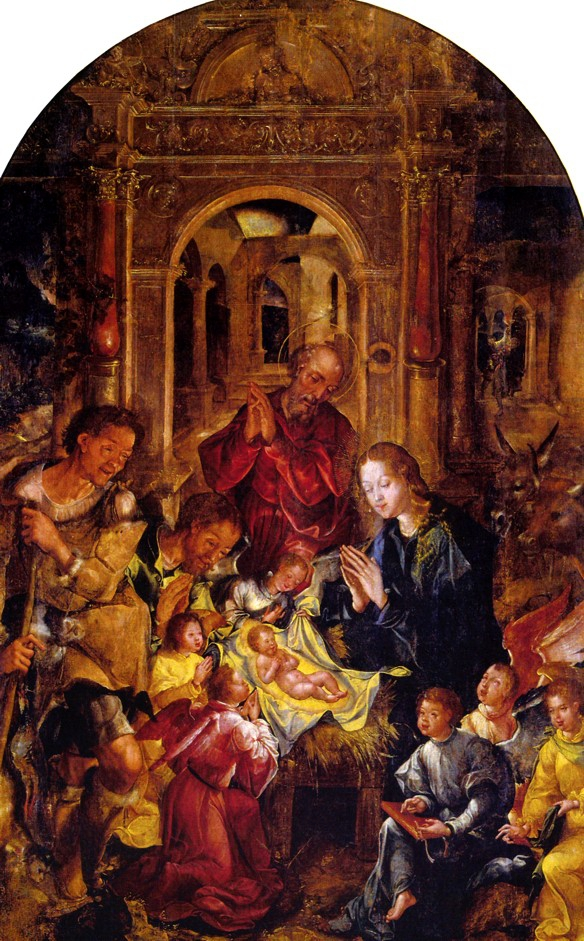
Gregório Lopes: Adoração dos Pastores (1544) no Museu de Évora.

"Entrai, pastores, entrai" foi coligida em Peroguarda pelo etnomusicólogo Michel Giacometti em 1966 e transcrita pelo compositor português Fernando Lopes-Graça. Giacometti no seu Cancioneiro Popular Português, descreve assim a composição:
| “ | Gymel [es], ou canto a duas partes, apresentando «delicados melismas», que se cantava outrora na própria igreja, pelas ruas e às portas das casas, na véspera de Natal. | ” |

À sua conexão a Lopes-Graça deve-se uma harmonização de 2008 escrita pelo compositor norte-americano Gregory W. Brown para o Manhattan Choral Ensemble que pretendia deste modo homenagear o compositor português.

## Letra
| Entrai, pastores, entrai, Por este portal sagrado; Vinde ver o Deus Menino Entre palhinhas deitado. Li, ai li, ai li, ai lé, Jesus, Maria, José. | Entre os portais de Belém, Está uma árvore de Jessé, Com três letrinhas que dizem: “Jesus, Maria, José”. Li, ai li, ai li, ai lé, Jesus, Maria, José. | - Ó meu Menino Jesus, Quem Vos fez a camisinha? - Foi a minha avó Sant’Ana, Com botões de prata fina. Li, ai li, ai li, ai lé, Jesus, Maria, José. |

## Discografia
- 1998 — Portuguese Folk Music - Vol. 4: Alentejo. Strauss. Faixa 2.
- 2005 — Decantado. Notas & Voltas. Tradisom. Faixa 7.
- 2012 — Canções de Natal Portuguesas. Pequenos Cantores do Conservatório de Lisboa. Numerica. Faixa 1.
- 2012 — Demudado em tudo. 4uatro ao Sul. Ocarina. Faixa 1.
- 2015 — Moonstrung Air. The Crossing. Navona Records. Faixa 12.[2]
- 2016 — Trio Pessoa. Trio Pessoa. Música Unida. Faixa 7.
- 2016 — Alvorada. Cardo-Roxo. Brandit music. Faixa 8.